# 제3대 애스터 자작 윌리엄 애스터
윌리엄 월도프 애스터 2세, 3대 애스터 자작(William Waldorf Astor II, 3rd Viscount Astor, 1907년 8월 13일 ~ 1966년 3월 7일)은 영국의 사업가이자 보수당 정치인이었다. 그는 또한 애스터 가문(Astor family)의 일원이었다.

## 배경과 교육
윌리엄은 Waldorf Astor와 Nancy Witcher Langhorne (결혼에 의하여, 애스터 자작부인(Viscountess Astor))의 장남이었다. 그는 이튼 칼리지와 옥스퍼드 대학교 뉴 칼리지에서 교육을 받았다.

## 정치 경력
1963년 프로퓨모 사건 동안 애스터는 맨디 라이스-데이비스와 바람을 피운 혐의로 기소되었다. 애스터가 그녀와의 관계를 부인했다는 스캔들로 인해 발생한 재판 중 하나에서 라이스-데이비스는 "음 그는 그랬을 거예요, 그렇지 않나요?"("Well he would, wouldn't he?")라는 유명한 대답을 하였다.